# IMDb
IMDb (skrót od Internet Movie Database) – największa na świecie internetowa baza danych na temat filmów i ludzi z nimi związanych. Zawiera informacje o aktorach, reżyserach, scenarzystach, producentach, montażystach, operatorach, muzykach itd. Informacje nie ograniczają się do kinematografii amerykańskiej.
W serwisie można przeczytać krótkie syntetyczne biografie części osób, pozwala sprawdzić informacje o filmach, serialach i produkcjach telewizyjnych (również będących w produkcji) i o nagrodach filmowych.
IMDb zostało uruchomione 17 października 1990 roku.
W bazie znajduje się między innymi:  23 337 857 tytułów (w tym 710 926 filmów pełnometrażowych) oraz 217 513 822 ludzi filmu – w tym m.in. 46 594 198 aktorów, 30 627 065 aktorek, 8 701 698 reżyserów (stan z 17 maja 2025 roku).
Zarejestrowani użytkownicy serwisu mogą w skali od 1–10 ocenić każdy film. Na podstawie ich głosów tworzone są trzy listy:
- IMDb Top 250 (najlepsze 250 filmów)
- IMDb Bottom 100 (najgorsze 100 filmów)
- TV Series (najlepsze 158 380 seriali TV według stanu na grudzień 2018).